# Heinrich Limbertz

Heinrich Limbertz

Heinrich Wilhelm Limbertz (* 10. September 1874 in Eving; † 3. April 1932 in Essen) war ein deutscher Politiker (SPD) und Reichstagsabgeordneter.

## Leben
Nach dem Besuch der Volksschule arbeitete Limbertz bis 1902 als Bergarbeiter im Ruhrgebiet. Schon früh wurde er Mitglied der SPD. Um 1895 war er Arbeitersekretär in Iserlohn, von 1904 bis 1907 in Essen. Dort gründete er 1907 die Arbeiterzeitung, für die er bis 1910 als Redakteur arbeitete. Von 1911 bis Juni 1913 war er als Redakteur für das Sozialdemokratische Büro für Rheinland und Westfalen in Düsseldorf tätig. Nachdem in Berlin eine Zentralredaktion gegründet worden war, kam er im Juli 1913 zurück nach Essen, wo er Redakteur des Bergbauindustriearbeiterverbandes wurde. Bis August 1922 arbeitete er wieder für die Arbeiterzeitung in Essen-Bredeney. Im Anschluss war er bis zu seinem Tode Redakteur der Bergarbeiterzeitung Bergbauindustrie in Bochum. Daneben war er Mitglied des Bezirksvorstandes der SPD Niederrhein und Mitglied des Exekutivkomitees der Bergarbeiter-Internationalen.
Limbertz kandidierte 1903 erfolglos für den Reichstag. Nach der Novemberrevolution war er im Dezember 1918 Delegierter zum Ersten Reichsrätekongress in Berlin. Seine Kandidatur bei der Wahl zur Weimarer Nationalversammlung im Januar 1919 verlief jedoch erfolglos. Während des Kapp-Putsches war er Mitglied des Volksausschusses in Essen.
Limbertz war von 1919 bis 1921 Mitglied der Verfassunggebenden Preußischen Landesversammlung. Im Februar 1921 wurde er als Abgeordneter in den Preußischen Landtag gewählt, dem er bis 1924 angehörte. Anschließend war er nach der Wahl vom 4. Mai 1924 Mitglied des Reichstages, dem er bis zu seinem Tode angehörte. In beiden Parlamenten vertrat er den Wahlkreis 22 (Düsseldorf-Ost).